# Partitissima
Partitissima fu un programma televisivo andato in onda nel 1967 sul Programma Nazionale, abbinato alla Lotteria di Capodanno.

## Il programma
Gli spettacoli abbinati alla Lotteria Italia, originariamente intitolati Canzonissima, dal 1963 al 1967 prendono titoli diversi e cambiano format ogni anno, per tornare al titolo originale a partire dal 1968.
Partitissima è concepito come gioco musicale a squadre, che si incontrano a due a due in un torneo, con i voti delle cartoline inviate dagli spettatori. Rispetto alla gara dell'anno precedente nel programma Scala reale non è prevista l'eliminazione diretta, ma le squadre sono destinate ad incontrarsi tutte tra di loro.
Il programma era condotto da Alberto Lupo; nel cast figuravano un gran numero di cantanti. Le squadre partecipanti erano capitanate da Domenico Modugno, Claudio Villa, Dalida, Rita Pavone, Bobby Solo e Ornella Vanoni; in ogni puntata i capitani erano affiancati da due gregari, che cambiavano in ogni puntata. Ospiti fissi erano Franco & Ciccio (famoso il tormentone "Soprassediamo").

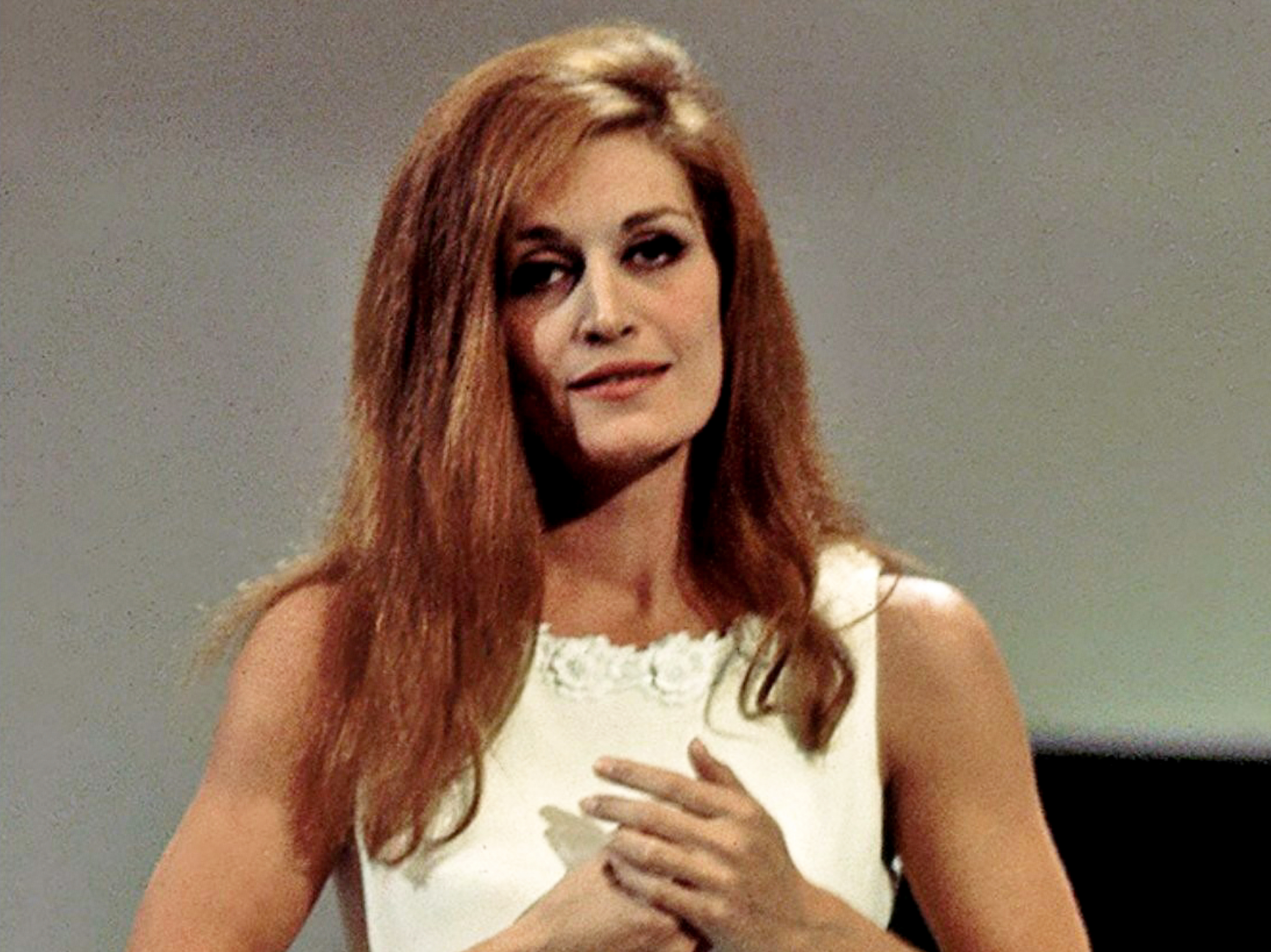
Dalida nella finale canta "Dan dan dan", una canzone che riflette sulla sua recente perdita infantile.

Lo spettacolo era diretto da Romolo Siena, scritto da Castellano e Pipolo, direzione dell'orchestra di Mario Migliardi con il coro di Alessandro Alessandroni, coreografie di Gino Landi, costumi di Danilo Donati, scene di Enrico Tovaglieri ed Enzo Celone. La canzone iniziale era Il motivo che piace di più (Castellano, Pipolo, Migliardi); la canzone finale, Mezzanotte fra poco (Castellano, Pipolo, Migliardi), era cantata da Gianni Morandi.
La finalissima del 6 gennaio 1968 (in cui i capitani dovevano presentare un brano inedito) fu vinta da Dalida con la canzone Dan dan dan, che grazie al voto della giuria di esperti superò i favoriti Rita Pavone e Claudio Villa.

## Le puntate
Sono evidenziate le squadre vincitrici ad ogni turno, o arrivate ex aequo

### Prima puntata (23 settembre 1967)
- Squadra di Dalida: Mama :

Patty Pravo: Qui e là, Dino: Io mi sveglio a mezzogiorno
- Squadra di Ornella Vanoni: La musica è finita :

Don Backy: Poesia, Rocky Roberts:  Lasciatemi stare

### Seconda puntata (30 settembre 1967)
- Squadra di Domenico Modugno: Piove :

Al Bano: Nel Sole, Louiselle: Uhò mammà! 
- Squadra di Claudio Villa: Vivere! :

Gianni Pettenati: Vai vai, Marisa Sannia:  Lo sappiamo noi due

### Terza puntata (7 ottobre 1967)
- Squadra di Bobby Solo: Non c'è più niente da fare :

Julie Rogers: You never told me (Breve amore), Massimo Ranieri: Pietà per chi ti ama
- Squadra di Rita Pavone: Dove non so (Tema di Lara) :

Fausto Leali: A chi, Jimmy Fontana:  La mia serenata

### Quarta puntata (14 ottobre 1967)
- Squadra di Dalida: Il silenzio :

Nicola Di Bari: Se mai ti parlassero di me (Smile), Tony Renis: Non mi dire mai good-bye
- Squadra di Claudio Villa: O marenariello :

Tullio Pane: Tarantella internazionale, Aura D'Angelo:  Sola più che mai

### Quinta puntata (21 ottobre 1967)
- Squadra di Rita Pavone: Cuore :

Sandie Shaw: Lo vuole lui lo vuole lei, Teddy Reno: Ricordati ragazzo
- Squadra di Domenico Modugno: Vecchio frack :

Antonio Prieto: Il ritratto di Maria, Tony Del Monaco:  Parla tu, cuore mio

### Sesta puntata (28 ottobre 1967)
- Squadra di Ornella Vanoni: Il mio posto qual è :

Françoise Hardy: I sentimenti, Adriano Celentano: Eravamo in 100.000
- Squadra di Bobby Solo: San Francisco :

Milva: Dipingi un mondo per me, Wilma Goich:  Se c'è una stella

### Settima puntata (4 novembre 1967)
- Squadra di Domenico Modugno: Se Dio vorrà :

Joe Sentieri: Serenata Messicana, Renato Rascel: Sapessi com'è facile
- Squadra di Dalida: Non è casa mia :

Stevie Wonder: Il Sole è di tutti, Michele:  Dite a Laura che l'amo

### Ottava puntata (11 novembre 1967)
- Squadra di Rita Pavone: Fortissimo :

Nico Fidenco: E venne la notte, Petula Clark: Cara felicità (This is my song)
- Squadra di Ornella Vanoni: Tristezza (Per favore va via) :

Caterina Caselli: Sole spento, Antoine:  Titina, titina

### Nona puntata (18 novembre 1967)
- Squadra di Bobby Solo: Peek-A-Boo :

Astrud Gilberto: Dammi un'idea, Riccardo Del Turco: Uno tranquillo
- Squadra di Claudio Villa: Torna :

Carmen Villani: Io per amore, Sergio Endrigo:  Perché non dormi fratello

### Decima puntata (25 novembre 1967)
- Squadra di Dalida: L'ultimo valzer (The last Walz) :

Fred Bongusto: Ore d' amore, Nana Mouskouri: Era Settembre
- Squadra di Rita Pavone: Pippo non lo sa :

Peppino Di Capri: Voce' e notte, Franco Franchi:  Ciuri ciuri

### Undicesima puntata (2 dicembre  1967)
- Squadra di Bobby Solo: Una lacrima sul viso :

Peppino Gagliardi: Tristezze, Miranda Martino: Se io fossi come te
- Squadra di Domenico Modugno: Tu si 'na cosa grande :

Annarita Spinaci: Quando dico che ti amo, Pino Donaggio:  Quando il Sole chiude gli occhi

### Dodicesima puntata (9 dicembre 1967)
- Squadra di Claudio Villa: Casa mia (Casetta de Trastevere) :

Orietta Berti: Io, tu e le rose, Lea Massari: Roma, nun fa' la stupida stasera
- Squadra di Ornella Vanoni: Senza di te :

Anna Identici: Non passa più, Christophe:  Estate senza te

### Tredicesima puntata (16 dicembre 1967)
- Squadra di Bobby Solo: Il silenzio :

Achille Togliani: Posso offrirti qualcosa, Betty Curtis: Povero Enrico
- Squadra di Dalida: Aranjuez la tua voce :

Nini Rosso: Uomo solo, Sylvie Vartan:  Due minuti di felicità

### Quattordicesima puntata (23 dicembre 1967)
- Squadra di Domenico Modugno: Resta cu' 'mme :

Adamo: Il nostro romanzo, Sergio Bruni: O Vesuvio
- Squadra di Ornella Vanoni: Un'ora sola ti vorrei :

Bruno Lauzi: Una storia, Carla Boni:  Malaguena

### Quindicesima puntata (30 dicembre 1967)
- Squadra di Claudio Villa: Non ti scordar di me :

Gigliola Cinquetti: Piccola città, Little Tony: Cuore matto
- Squadra di Rita Pavone: Questo nostro amore :

Nilla Pizzi: Mezzanotte a Mosca, Johnny Dorelli:  Arriva la bomba

### Sedicesima puntata (6 gennaio 1968 - finalissima)
I sei protagonisti, presentano una canzone inedita. 
- Ornella Vanoni: Non finirà
- Rita Pavone: Tu, cuore mio
- Domenico Modugno: Meraviglioso
- Bobby Solo: Siesta
- Dalida: Dan dan dan
- Claudio Villa: Concerto alla vita

## Classifica finale
- 1. Dalida (Dan Dan Dan) = 11 punti
- 2. Rita Pavone (Tu cuore mio) = 9 punti
- 3. Claudio Villa (Concerto alla vita) = 8 punti
- 4. Domenico Modugno (Meraviglioso) = 3 punti
- 5. Ornella Vanoni (Non finirà) = 3 punti
- 6. Bobby Solo (Siesta) = 2 punti